# علم عرقي
العلم العرقي هو علم يرمز إلى مجموعة عِرقية معينة. تظهر الأعلام العرقية للمجمتعات العرقية عبر حركات عرقية ثقافية أو سياسية. هذه الأعلام منتشرة بين الجاليات والأقليات العرقية وبعض الأغلبيات العرقية وخاصةً في الدول متعددة القوميات.

## تاريخ
مثل مبدأ العلم الوطني ذاته، ظهر «العلم العرقي» حديثًا في أواخر القرن التاسع عشر؛ وبالمعنى الدقيق للكلمة فإن أعلام الدول القومية هي «أعلام عرقية» في حد ذاتها، وغالبًا ما تستخدمها أقليات عرقية في دول مجاورة، خاصةً في سياق الوحدوية (على سبيل المثال، فإن علم ألبانيا يستخدمه ألبان كوسوفو على أنه «علم عرقي ألباني»).
غالبًا ما تُستخدم الأعلام العرقية في الوحدوية لتمثل «العلم الوطني» لدولة غير معترف بها أو دولة تسعى للاستقلال. صُمم أول هذه الأعلام في القرن التاسع عشر، مثل علم إقليم الباسك (1894) أو علم صهيون الذي يمثل الصهيونية (1898) والذي أصبح لاحقًا علمًا لدولة إسرائيل.
معظم الأعلام العرقية توحي باتصال لها مع دولة غير معترف بها يطالب بها مجموعات عرقية، مثل علم كردستان والذي يمثل علم جمهورية أرارات (1927). صُمم علم الهسبان واللاتين في 1932.
وبدلاً من ذلك، يمكن للعلم العرقي تمثيل قومية وحدوية، مثل علم الوحدة العربية والذي كان رمزًا للثورة العربية أثناء الحرب العالمية الأولى، والأعلام المفترضة للقومية السلافية (1848) أو القومية الإيرانية أو القومية التركية.
مبدأ استخدام الأعلام العرقية للرمز إلى مجموعات عرقية داخل دولة متعددة العرقيات - وليس بالضرورة متعلق بالوحدوية - أصبح شائعًا في أواخر القرن العشرين، مثل علم الأستراليين الأصليين (1971) أو العلم الآشوري (1971) أو علم الغجر (1971) أو علم الأمازيغ (عقد 1970) أو علم قومية سامي (1986) أو علم الماوري (1990). وتصميم الأعلام العرقية أو القَبَلية أصبح شائعًا منذ عقد 1990 - خاصة على الإنترنت - ومعظمها ليس له صفة «رسمية» ولا بد من الحكم عليه باستخدام الأمر الواقع.

## أعلام فردية
| صورة           | اسم                               | مجموعة                     | منطقة                                              | شعبة لغوية                        | الظهور            | ملاحظات |
| -------------- | --------------------------------- | -------------------------- | -------------------------------------------------- | --------------------------------- | ----------------- | --- |
|                | علم ميتي                          | شعب الميتي                 | أمريكا الشمالية                                    | مختلطة؛ ميتشيف                    | 1814              | أرسله ألكسندر ماكدونل من شركة الشمال الغربي في 1814 واستخدمته مقاومة شعب الميتي في كندا في معركة أشجار البلوط السبعة (1816). |
|                | العلم الشركسي                     | شراكسة                     | القوقاز (أوروبا)                                   | الأديغية                          | 1830              | استخدمه الشراكسة منذ القرن 19. |
|                | علم القومية السلافية              | سلاف                       | أوروبا الشرقية                                     | هندية أوروبية و‌سلافية             | 1848              | اعتمده مؤتمر براغ السلافية 1848، ويستخدم على أنه علم عرقي للصوربيين و‌المورافيين وأقليات سلافية أخرى. |
|                | علم أكاديا                        | أكاديون                    | أمريكا الشمالية                                    | هندية أوروبية و‌رومانسية و‌فرنسية   | 1884              | اِعتُمِد في المؤتمر الوطني الأكادي الثاني المنعقد في ميسكوش على جزيرة الأمير إدوارد في 15 أغسطس 1884. |
|                | علم الباسك                        | باسكيون                    | شبه الجزيرة الإيبيرية (أوروبا)                     | باسكية                            | 1895              | صُمِم في 1894 لمقاطعة بيسكاي، واعتمده "Euzkeldun Batzokija" في 1895 (سلف الحزب القومي الباسكي)، واِعتُمد علمًا لبلاد الباسك في 1936، وحظرته إسبانيا الفرانكوية في 1938–1977، والاعتماد الرسمي للعلم لمنطقة الباسك ذاتية الحكم كان في 1978. |
|                | علم الصهيونية                     | يهود                       | جميع أنحاء العالم (سابقًا) فلسطين التاريخية (حاليًا) | أفريقية آسيوية و‌سامية و‌عبرية      | 1898              | ظهر علمًا للصهيونية في المؤتمر الصهيوني الثاني المنعقد في سويسرا في 1898؛ واِعتمد علمًا لدولة إسرائيل في 1948. |
|                | علم الثورة العربية                | عرب                        | الوطن العربي                                       | أفريقية آسيوية وسامية و‌عربية      | 1917              | ظهر علمًا لثورة للقوميين العرب ضد الدولة العثمانية و‌لمملكة الحجاز في 1917. وقد أصبح الأساس لعدد من الأعلام التي تستخدم ألوان الوحدة العربية لاحقًا في القرن 20. |
|                | علم تتار القرم                    | تتار القرم                 | أوروبا الشرقية                                     | أتراكية و‌لغة تتار القرم           | 1917              | ظهر في جمهورية القرم الشعبية (نوفمبر 1917)، والآن يُستخدم على أنه علم عرقي. |
|                | ألوان القومية الأفريقية           | الأفارقة الجنوبيون         | أفريقيا جنوب الصحراء                               | —                                 | 1920              | اعتمدته الرابطة العالمية لتحسين الزنوج ورابطة المجتمعات الأفريقية في 1920، ويستخدم حاليًا للقومية السوداء و‌القومية الأفريقية. |
|                | علم الفنلنديين الناطقين بالسويدية | فنلنديون ناطقون بالسويدية  | إسكندنافيا (أوروبا الشمالية)                       | هندية أوروبية و‌جرمانية و‌سويدية    | 1922              | استخدمه حزب الشعب السويدي في فنلندا من 1922، استنادًا على تصميم 1917. |
|                | علم الليفونيين                    | ليفونيون                   | البلطيق (أوروبا الشمالية)                          | فينية و‌ليفونية                    | 1923              | استخدمه المجتمع الليفوني (Līvõd Īt) في 1923. |
|                | علم الكوريين                      | كوريون                     | شبه الجزيرة الكورية (شمال شرق آسيا)                | كورية                             | 1928              | صممه يونغ-مان بارك. بسبب الطبيعة العرقية المتأصلة للقومية الكورية، فإن علم كوريا الجنوبية يعد علمًا للعرقية الكورية بحكم الأمر الواقع بالنسبة للكوريين الجنوبيين. |
|                | علم الكرد                         | كرد و‌القومية الكردية       | كردستان (غرب آسيا)                                 | هندية أوروبية و‌إيرانية و‌كردية     | 1927              | استخدمته جمهورية أرارات في 1927، استنادًا لتصميمات مبكرة مستخدمة في ثورة عقد 1890. |
|                | علم الهسبان                       | هسبان                      | الأمريكتان                                         | هندية أوروبية ورومانسية و‌إسبانية  | 1932              | مدخل الفوز في مسابقة نظمتها خوانا دي إيباربورو في 1932. |
|                | علم الغجر                         | غجر                        | أوروبا                                             | هندية أوروبية و‌هندية آرية و‌رومنية | 1933              | اعتمده الاتحاد العام لغجر روما في 1933، وظهر في المؤتمر العالمي الغجري الأول في 1971. |
|                | علم الملايو                       | شعب الملايو و‌قومية الملايو | شبه جزيرة ملايو (جنوب غرب آسيا)                    | أسترونيزية و‌لغة الملايو           | 1946              | اتخذته المنظمة الوطنية الماليزية المتحدة علمًا (1946). |
|                | علم الدروز                        | دروز                       | بلاد الشام (غرب آسيا)                              | غربية آسيوية                      | 1948              | اعتمدته المشيخة الدروزية العقلية استنادًا إلى النجمة الخماسية نجم الدروز. |
|                | علم بيافرا                        | شعب الإغبو                 | بيافرا (غرب أفريقيا)                               | نيجرية كنغوية الإغبو              | 1967              | علم جمهورية بيافرا الوحدوية، وبعد 1970 اِستُخدِم علمًا عرقيًا. |
|                | العلم السرياني                    | سريان (مسيحيون سريان)      | بلاد الرافدين (غرب آسيا)                           | أفريقية آسيوية وسامية و‌سريانية    | 1971              | تصميم 1968 اتخذه الاتحاد الآشوري العالمي في 1971. |
| وصلة العلم     | علم الأستراليين الأصليين          | أستراليون أصليون           | أستراليا                                           | أسترالية                          | 1971              | صُمِم في 1971, واعترفت به السلطات الأسترالية في 1995. |
|                | علم أمة الشيروكي                  | الشيروكي (أمة الشيروكي)    | أمريكا الشمالية                                    | إيراكوي                           | 1978              | اعتمده مجلس القبيلة في 1978، وعُدِّل في 1989 (بإضافة نجمة سوداء). |
|                | علم أمة تشوكتاو                   | تشوكتاو                    | أمريكا الشمالية                                    | مسكوكية وغربية                    | 1861؛ عقد 1970    | اِعتُمِد العلم الأول في 1861 أثناء الحرب الأهلية الأمريكية، لتصبح أول قبيلة أمريكية أصلية تتخذ علمًا؛ العلم الثاني وافق عليه مجلس القبيلة في عقد 1970 وعدله في أواخر عقد 1980 إلى الشكل الحالي. |
|                | علم المابوتشي                     | أمة المابوتشي              | أمريكا الجنوبية                                    | أروكانية و‌المابوتشي               | القرن 16-17؛ 1991 | اِعتُمِد أول مرة أثناء الحرب الأروكانية بين المابوتشي و‌الإسبان؛ وهو حقل أزرق بسيط به غونليف أبيض (بلغة المابوتشي: Wünelfe) نجمي متمركز، يمثل شجرة الكانيلو. النسخة الجديدة اعتمدها مجلس جميع الأراضي (Aukiñ Wallmapu Ngulam)، في 1991. اِختير في مسابقة من 500 علم، ويسمى Wenufoye (بلغة المابوتشي: "لحاء السماء الشتوية")؛ ومع ذلك، بدلاً من نجمة غونليف، توجد طبلة (بلغة المابوتشي: Kultrum) في المنتصف. |
|                | علم الآراميين السريان             | آراميون (مسيحيون سريان)    | بلاد الشام (غرب آسيا)                              | أفريقية آسيوية وسامية و‌آرامية     | 1980              | استخدمته مجلة الضوء السرياني في 1980. |
|                | علم قومية سامي                    | قومية سامي                 | لابي (أوروبا الشمالية)                             | فينية و‌السامي                     | 1986              | اعتمده المؤتمر السامي الشمالي الثالث عشر في 15 أغسطس 1986. |
|                | علم الماوري                       | ماوري                      | نيوزيلندا (أوقيانوسيا)                             | أسترونيزية و‌الماورية              | 1990              | صُمِم في 1990 وأصبح خاضعًا حملة نشطاء حتى الاعتراف الرسمي من السلطات النيوزلندية في 2009. |
| وصلة إلى الملف | علم جزر مضيق توريس                | سكان جزر مضيق توريس        | أستراليا                                           | مولدة و‌لغة مضيق توريس             | 1992              | اعتمدته لجنة السكان الأصليين وسكان جزر مضيق توريس في يونيو 1992، وأصبح رسميًا في أستراليا في 1995. |
|                | علم كروات البوسنة                 | كروات البوسنة والهرسك      | البلقان (أوروبا الشرقية)                           | كرواتية                           | 1992              | استخدمه كروات البوسنة منذ 1992. |
|                | علم المرينا                       | مرينا                      | مدغشقر (شرق أفريقيا)                               | ملغاشية                           | 1997              | منذ 1997. |
|                | علم الأمازيغ                      | أمازيغ                     | المغرب العربي (شمال أفريقيا)                       | أفريقية آسيوية و‌أمازيغية          | 1998              | اعتمده الكونغرس العالمي الأمازيغي استنادًا إلى اقتراحات الأكاديمية البربرية في عقد 1970. |
|                | العلم الكلداني                    | الكلدان الكاثوليكيون       | الهلال الخصيب (غرب آسيا)                           | أفريقية آسيوية وسامية و‌كلدانية    | 1999              | اعتمدته الرابطة الكلدانية الدولية للفنانين البصريين المحترفين ومنظمات كلدانية أخرى. صممه عامر فتوحي. |
|                | علم أمة الهوبي                    | هوبي                       | أمريكا الشمالية                                    | يوتو أزتيكية                      | 2002              | [ 9 ] |
|                | علم الشعوب التركية                | ترك                        | آسيا                                               | تركية                             | 2009              | يستخدمه المجلس التركي منذ 2009. |